# Джексон, Фредерик Джон
Фредерик Джон Джексон (17 февраля 1860 — 3 февраля 1929) — английский администратор, исследователь и орнитолог. Кавалер орденов Святого Михаила и Святого Георга и Ордена Бани.
В 1884 году впервые отправился в Африку. Там он охотился, добывал образцы птиц и бабочек. После 1886 года, когда британцы и германцы разделили Африку, стал членом IBEAC. Участвовал в обследовании Уганды и соперничестве Германии и Великобритании за первенство в этих местах. В 1911—1917 был губернатором Уганды, затем вышел в отставку.
С 1888 года Джексон был членом Британского орнитологического союза. Работал над описанием птиц Восточной Африки. Скончался от пневмонии.

## Память
В его честь названы три вида рептилий Aparallactus jacksonii, Thrasops jacksonii и Trioceros jacksonii, а также Bdeogale jacksoni и Anthus latistriatus.